# Louise Boyd
Louise Arner Boyd (1887, San Rafael, Califórnia - 1972, São Francisco, Califórnia), foi uma exploradora polar norte-americana.
Ela também foi a primeira mulher a sobrevoar o Polo Norte em 1955, quando tinha 68 anos, após um voo de 16 horas.
Participou dos trabalhos de busca do também explorador polar Roald Amundsen em 1928. Em 1931, Boyd começou uma série de expedições científicas anuais para o Ártico. Em várias viagens, ela e sua expedição exploraram a costa nordeste da Gronelândia e seus glaciares, algumas delas patrocinadas pela "American Geographical Society". As sua experiências foram registradas em livros de sua autoria.

## Livros publicados
- The Fiord Region of East Greenland (2008)
- The Coast of Northeast Greenland (1948)